# 달팽이관
달팽이관(cochlear duct) 또는 와우관(蝸牛管) 또는 중간 계단(scala media, 중간계, 중간개)은 달팽이 내부의 내림프가 채워진 공간으로, 고실관(tympanic duct, 고막관)과 안뜰관(vestibular duct, 전정관) 사이에 위치하며 각각 바닥막과 안뜰막(vestibular membrane, 전정막, Reissner's membrane)으로 분리되어 있다. 달팽이관에는 코르티 기관(organ of Corti, 나선기관, 나선기)이 있다.

## 같이 보기
- 달팽이 (해부학) (와우)
- 반고리관
- 속귀
- 코르티 기관 (나선기관)